# Lubuk Baja Kota
Lubuk Baja Kota is een bestuurslaag in het regentschap Batam van de provincie Riau-archipel, Indonesië. Lubuk Baja Kota telt 14.672 inwoners (volkstelling 2010).